# Cá nóc sừng đuôi dài
Cá nóc sừng đuôi dài (danh pháp: Lactoria cornuta), là một loài cá biển thuộc chi Lactoria trong họ Cá nóc hòm. Loài này được mô tả lần đầu tiên vào năm 1758.

## Từ nguyên
Tính từ định danh cornuta theo tiếng Latinh có nghĩa là "có sừng", hàm ý đề cập đến cặp sừng nhô ra trên mỗi mắt của loài cá này.

## Phân bố và môi trường sống
Cá nóc sừng đuôi dài có phân bố rộng ở vùng Ấn Độ Dương - Thái Bình Dương, từ Biển Đỏ và Đông Phi trải dài về phía đông đến quần đảo Marquises và Tuamotu, ngược lên phía bắc đến Hàn Quốc và Nhật Bản, giới hạn phía nam đến đảo Lord Howe. Loài này có mặt tại vùng biển Việt Nam, bao gồm cả quần đảo Hoàng Sa.
Cá nóc sừng đuôi dài sống ở vùng có nền đáy bùn cát, gần rạn san hô hoặc trong cỏ biển, độ sâu có thể lên đến 100 m; cá con thường thấy ở cửa sông và vùng nước lợ.

## Mô tả
Chiều dài cơ thể lớn nhất được ghi nhận ở cá nóc sừng đuôi dài là 46 cm. Thân có màu xanh lục, xanh lục nâu hoặc vàng nâu, lốm đốm các chấm màu xanh óng và chấm trắng.
Cặp ngạnh, hay sừng, trên mỗi mắt được cho một đặc điểm tiến hóa, bởi vì những loài săn mồi khó mà nuốt được với nó. Sừng của cá nóc đuôi dài thường bị gãy do có cấu trúc gần như rỗng, nhưng chúng có thể mọc lại trong vòng vài tháng.
Số tia vây ở vây lưng: 8–9; Số tia vây ở vây hậu môn: 8–9; Số tia vây ở vây ngực: 11; Số tia vây ở vây đuôi: 9–10.

## Sinh thái
Thức ăn của cá nóc sừng đuôi dài là những loài thủy sinh không xương sống. Cá trưởng thành sống đơn độc, còn cá con thường hợp thành nhóm nhỏ.
Theo Nguyễn Khác Hường (1992), cá nóc sừng đuôi dài có chứa độc tố ở nội tạng và máu, còn nghiên cứu của Văn Lệ và cộng sự (2006) chưa phát hiện độc tính ở chúng (nhưng không có nghĩa chúng hoàn toàn không có độc trong tương lai). Tuy nhiên, loài này có thể mang độc tố ciguatera.

## Thương mại
Tuy là loài cá độc nhưng người dân Việt Nam vẫn sử dụng làm thực phẩm. Chúng có thể nuôi làm cá cảnh hoặc dùng làm đồ mỹ nghệ.